# Artem Harbar
Artem Harbar (ukrainska: Артем Гарбар), född 23 mars 2003 i Krasnyj Lutj, är en ukrainsk taekwondoutövare. 

## Karriär
I december 2023 tog Harbar silver i 87 kg-klassen vid U21-EM i Bukarest efter en finalförlust mot kroatiske Josip Bilić Pavlinović. I maj 2024 tog han brons i 87 kg-klassen vid EM i Belgrad.
Vid sommaruniversiaden 2025 i Essen tog Harbar guld i 87 kg-klassen efter att ha besegrat polske Szymon Piątkowski i finalen.